# Château des Boulayes
Le château des Boulayes (ou Boullayes) est un château français situé dans la commune de Châtres près de Tournan-en-Brie dans le département de Seine-et-Marne et la région d'Île-de-France. De style néoclassique, il a été construit en 1785 par l'architecte Nicolas-Claude Girardin, collaborateur d'Étienne-Louis Boullée, pour Claude Bélanger, colonel des Gardes du corps du Roi.

## Histoire
Bien introduit auprès d'une riche clientèle de financiers, Nicolas-Claude Girardin construisit entre 1777 et 1779 pour le banquier génois Octave-Pie Giambone l'immeuble rue de Bondy connu aujourd'hui sous le nom d’hôtel de Rosanbo.
Giambone avait épousé Marie-Louise de Marny, l'une des maîtresses de Louis XV au Parc-aux-Cerfs. Ils avaient eu une fille, Adélaïde Catherine (1766-1824), qui avait épousé Claude François Jean Bélanger (ou Bellanger) (1757-1830), colonel, « sous lieutenant des Gardes du corps », haut dignitaire de la Maison du Roi, très bel homme qui fut l'un des protégés de Mme du Barry.
Ce dernier hérita en 1784 de sa tante, Adélaïde Labouré-Pothenot, la seigneurie des Boulayes. Le nom de cette terre – variantes : les Boulaies, les Boulets – renvoie à un lieu planté de bouleaux. Cette terre appartenait en 1546 à André Maillard, conseiller au parlement. Son successeur, Charles Maillard, sous Charles IX, épousa Madeleine de Marillac. Au XVIIIe siècle, on trouve en 1700, M. de Berenghien, lieutenant général des provinces de Champagne et de Brie, co-seigneur des Boulayes avec le marquis de Ségur (†1737)[réf. souhaitée]. Le château des Boulayes appartint ensuite à M. Lettré.
Disposant de moyens financiers confortables grâce à la dot de sa femme, Bélanger chargea Girardin de moderniser le domaine en détruisant le vieux logis entouré de douves en eau pour le remplacer par un château à la dernière mode.
La construction fut menée rapidement, de juillet à décembre 1785.
Bélanger émigra à la Révolution ; son château fut confisqué et vendu comme bien national.

## Architecture
Le château est inspiré de l'hôtel de Thun construit en 1771 par Étienne-Louis Boullée à la Chaussée d'Antin. C'est un parallélépipède blanc à un rez-de-chaussée surmonté d'un étage, dont le toit était porté à l'origine par une charpente légère à petits bois à la Philibert Delorme.
Les façades sont formées de la répétition uniforme d'une même travée avec un ordre colossal de pilastres corinthiens identique sur les quatre faces. Au total, on compte 42 pilastres déterminant 38 travées : treize sur les façades principales et six sur les façades latérales. L'accent traditionnel au centre des façades est réduit ici à un maigre ressaut déterminant un avant-corps de cinq travées, à peine sensible, qui était originellement surmonté d'un fronton. Les baies sont des portes-fenêtres en plein cintre au rez-de-chaussée et des croisées rectangulaires au premier étage.
Le château a été peu transformé. Néanmoins, en 1912, la charpente d'origine et les frontons ont été supprimés et remplacés par un toit plat à l'italienne entouré d'une balustrade, en référence au Grand Trianon, ce qui a rendu les élévations assez monotones.
Intérieurement, une partie du décor d'origine a été conservée. Selon Michel Gallet, « la plus belle pièce est une salle à manger dont les poêles, surmontés de statues d'après l'antique, furent livrés par le fumiste Marentin. »

## Protection
- Les façades et toitures sont inscrits sur l'inventaire supplémentaire des monuments historiques par arrêté du 18 juin 1946.
- Le château des Boulayes est situé dans un site inscrit par arrêté du 6 mars 1947.

### Sources
- Michel Gallet, Les Architectes parisiens du XVIIIe siècle : Dictionnaire biographique et critique, Paris, Éditions Mengès, 1995, 493 p. (ISBN 2-85620-370-1), p. 237
- Jean-Marie Pérouse de Montclos (dir.), Le Guide du patrimoine. Ile-de-France, Paris, Hachette, 1992, 768 p. (ISBN 2-01-016811-9), p. 140
- « Château des Boulayes », sur fr.topic-topos.com (consulté le 2 janvier 2010)
- Notice no PA00086883, sur la plateforme ouverte du patrimoine, base Mérimée, ministère français de la Culture (château)
- Notice no IA77000188, sur la plateforme ouverte du patrimoine, base Mérimée, ministère français de la Culture (jardin)